# Max Busch (Chemiker)
Max Gustav Reinhold Busch  (* 16. August 1865 in Hochneukirch; † 28. August 1941 in Erlangen) war ein deutscher Chemiker.

## Leben
Mit einer Doktorarbeit bei Carl Paal wurde Max Busch 1899 an der Universität Erlangen zum Doktor der Philosophie. promoviert. Ab 1897 war Busch Professor für Chemie in Erlangen. Er war Direktor des Laboratoriums für angewandte Chemie der Universität und (als Mitglied des Vereins deutscher Lebensmittelchemiker) Direktor der Königlichen Untersuchungsanstalt für Nahrungs- und Genußmittel. Unmittelbar nach dem Ersten Weltkrieg, am 4. November 1918, wurde er zum letzten Prorektor der Kgl. Bayerischen Friedrich-Alexander-Universität gewählt. In den Wirren der Novemberrevolution bewährte sich seine besonnene Persönlichkeit über vier Semester. Erfolgreich vermittelte er bis zum 30. Oktober 1920 zwischen den extremen politischen Interessen und Positionen. Seine Tagebücher sind die wichtigste Quelle zur Geschichte der Friedrich-Alexander-Universität in jenen Umbruchsjahren. Busch war seit 1898 Ehrenphilister und Corpsschleifenträger der freien Guestphalia Erlangen. In Erlangen ist eine Straße nach ihm benannt.